# Aimez-moi toujours
Pour plus de détails, voir Fiche technique et Distribution.
Aimez-moi toujours (titre original : Love Me Forever) est un film américain réalisé par Victor Schertzinger, sorti en 1935.

## Synopsis
Un homme amoureux d'une chanteuse d'opéra est prêt à tout sacrifier pour l'aider dans sa carrière, tout en sachant qu'elle ne l'aime pas.

## Fiche technique
- Titre original : Love Me Forever
- Réalisation : Victor Schertzinger
- Scénario : Victor Schertzinger, Jo Swerling
- Montage : Viola Lawrence et Gene Milford
- Production : Columbia Pictures Corporation
- Musique : Giuseppe Verdi (Rigoletto)
- Durée : 91 min (110 min original)
- Dates de sortie :
  - États-Unis : 28 juin 1935
  - France: 24 octobre 1935

## Distribution
- Grace Moore : Margaret Howard
- Leo Carrillo : Steve Corelli
- Robert Allen : Phillip Cameron
- Spring Byington : Clara Fields
- Michael Bartlett : Michael Bartlett
- Luis Alberni : Luigi
- Douglass Dumbrille : Miller
- Thurston Hall : Maurizio

Acteurs non crédités
- Gavin Gordon : Mitchell
- Louis Mercier : un serveur
- Hayden Stevenson : le souffleur

## Récompenses et distinctions
- Le film a été nommé aux Oscars 1936 dans la catégorie du meilleur mixage sonore[1].